# 灰绿玉山竹
灰绿玉山竹（学名：Yushania canoviridis）为禾本科玉山竹属下的一个种。

## 扩展阅读
- 維基物種上的相關：灰绿玉山竹